# Pedagogia ludica
La pedagogia ludica poggia le sue radici sul significato del gioco come forma di educazione del corpo e della mente.
Il gioco a scuola e nelle strutture formative, è uno strumento di grande importanza, poiché favorisce nel bambino non solo lo sviluppo motorio, ma anche quello dal punto di vista relazionale. 
Il gioco didattico e la didattica ludica vengono introdotti nella scuola dell'infanzia proprio per la dimensione olistica e globale del gioco che stimola l'apprendimento.
Il rapporto tra apprendimento e gioco è stato lungamente discusso, questi agisce non solo sulla sfera emotiva, ma anche dal punto di vista del saper fare, il gioco quindi come addestramento tecnico e meccanico, in quanto gli stessi meccanismi cognitivi poggiano sulla motricità, attivando così la conoscenza; in tal senso si esprime Jean Piaget che individua nell'attività motoria il primo modo di conoscere e sperimentare il mondo.

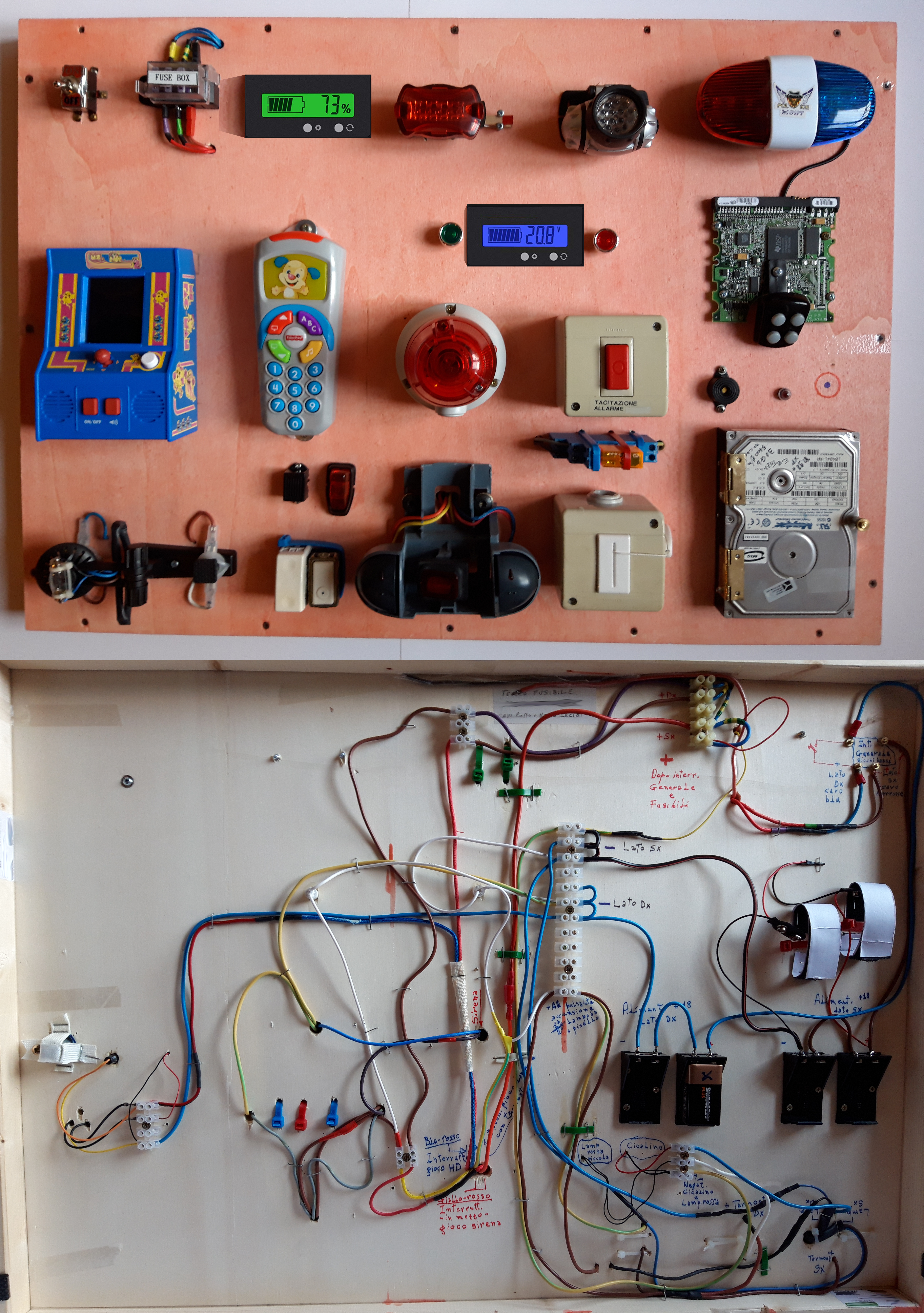
Gioco didattico interattivo multimediale.

Il gioco stimola nello sviluppo del bambino le capacità strategiche, il problem solving, le capacità relazionali e cooperative. Lo storico olandese Huizinga definisce il gioco come un "interlocutore culturale" e quindi come mezzo principale per apprendere: secondo lui la cultura stessa nasce in forma ludica.
Nell'ottica didattica e pedagogica il gioco ha come fine primario l'apprendimento, ed è quindi strutturato in tali termini; la pedagogia ha nel gioco una fiducia profonda per le sue caratteristiche di incremento dello sviluppo del bambino e la scuola propone di adottare un atteggiamento ludico che permetta di realizzare l'aspetto pedagogico del gioco.
Il Gioco come Metodologia educativa descrive Fausto Presutti nel suo libro Il Gioco Educativo.
La Metodologia del Giocare basata su:
- Esplorazione: attività di investigazione dell’ambiente e di sperimentazione del gioco. 
- Rappresentazione simbolica: attività di animiamo e di simbolizzazione emotiva con cui si entra nella situazione di gioco, diventando parte del gioco.
- Costruzione regole: attività di acquisizione, di astrazione e di generalizzazione del gioco, mediante costruzione di strategie intellettive, di rappresentazioni mentali e di ipotesi progettuali. 
- Comunicazione sociale: attività di codificazione simbolica, di realizzazione operativa e di espressione linguistica delle acquisizioni, delle scoperte e delle esperienze vissute durante il gioco.
* Ricreazione: momento di non attività utile a scaricare le tensioni accumulate e a ricreare l’attenzione e le energie necessarie per ricominciare lo stesso gioco ad un livello più complesso oppure un gioco diverso (F. Presutti, Il Gioco Educativo, 2012 6-11).